# Emel Dereli
Emel Dereli (née le 25 février 1996 à Zonguldak) est une athlète turque, spécialiste du lancer de poids.

## Carrière
Elle porte son record national à 18,04 m pour remporter la médaille d'or lors des Championnats d'Europe juniors à Rieti. Elle remporte le titre espoirs lors de la Coupe d'Europe hivernale des lancers 2015 à Leiria. Le 18 juillet 2014, elle porte à nouveau son record national à 18,40 m pour remporter la médaille d'or des Championnats d'Europe juniors à Eskilstuna.
Elle porte son record national à 18,59 m le 6 mai 2016 lors de la Doha Diamond League 2016 où elle se classe 3e. Le 7 juillet, Dereli remporte la médaille de bronze des Championnats d'Europe d'Amsterdam avec un jet à 18,22 m, derrière l'Allemande Christina Schwanitz (20,17 m) et la Hongroise Anita Márton (18,72 m).

## Palmarès
| Date | Compétition                       | Lieu       | Résultat | Marque  |
| ---- | --------------------------------- | ---------- | -------- | ------- |
| 2012 | Championnats du monde juniors     | Barcelone  | 8e       | 15,86 m |
| 2013 | Championnats d'Europe par équipes | Gateshead  | 3e       | 17,50 m |
| 2013 | Championnats d'Europe juniors     | Rieti      | 1re      | 18,04 m |
| 2013 | Championnats du monde jeunesse    | Donetsk    | 1re      | 20,14 m |
| 2014 | Championnats d'Europe par équipes | Brunswick  | 8e       | 16,41 m |
| 2014 | Championnats du monde juniors     | Eugene     | 3e       | 16,55 m |
| 2015 | Championnats d'Europe par équipes | Heraklion  | 1re      | 17,47 m |
| 2015 | Championnats d'Europe juniors     | Eskilstuna | 1re      | 18,40 m |
| 2016 | Championnats des Balkans          | Pitești    | 2e       | 17,47 m |
| 2016 | Championnats d'Europe             | Amsterdam  | 3e       | 18,22 m |
| 2017 | Jeux de la solidarité islamique   | Bakou      | 2e       | 17,62 m |
| 2017 | Championnats d'Europe par équipes | Vaasa      | 1re      | 17,97 m |
| 2019 | Championnats des Balkans en salle | Istanbul   | 3e       | 17,77 m |
| 2021 | Coupe d'Europe des lancers        | Split      | 3e       | 18,29 m |

## Records
| Épreuve         | Épreuve   | Marque  | Lieu     | Date            |
| --------------- | --------- | ------- | -------- | --------------- |
| Lancer du poids | Plein air | 18,57 m | Doha     | 6 mai 2016      |
| Lancer du poids | En salle  | 18,36 m | Istanbul | 25 février 2016 |